# Pfauenthron

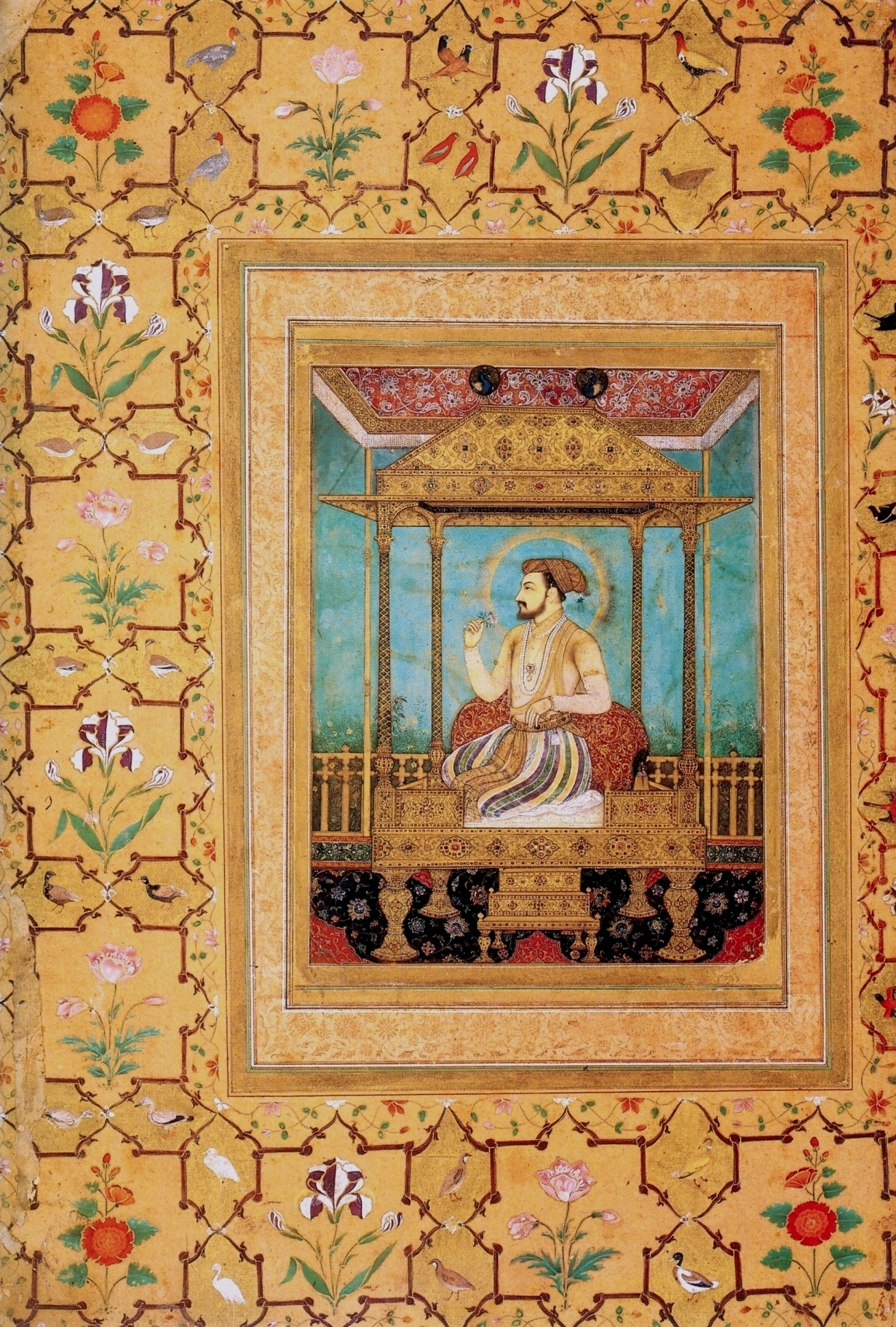
Der indische Großmogul Shah Jahan auf einem kleinen Thron, Gemälde des Malers Govardhan, um 1635.

Der Pfauenthron (persisch تخت طاووس, DMG Taḫt-e Tāvūs, ‚Tacht-e Tavus‘) war ein mit Blattgold und 26.733 Edelsteinen verzierter Thronsessel. Nader Schah, der Begründer der Afschariden-Dynastie, soll den Pfauenthron aus einem 1739 durchgeführten Feldzug gegen die Mogul-Dynastie in Indien erbeutet und nach Persien gebracht haben. Dieser mit Gold, Silber, Perlen, Diamanten, Saphiren, Rubinen und Smaragden ausgestattete Thron gilt heute als verschollen.
Fath Ali Schah (1771–1834) aus der iranischen Kadscharen-Dynastie gab in Isfahan einen neuen Thron in Auftrag, der in Anlehnung an seine Lieblingsfrau, die Tavus („Pfau“) hieß, wieder Pfauenthron genannt wurde. Es gibt Hinweise, dass für diesen zweiten Pfauenthron Fragmente des Originals verwendet wurden. Gesichert ist dies jedoch nicht. Dieses Exemplar gehört zur Sammlung des Nationalen Juwelenmuseums in Teheran, das sich im Untergeschoss der Nationalbank im Zentrum Teherans befindet.
Zu Zeiten der Kadscharen (1779–1925) und später der Pahlavi (1925–1979) wurde die Krönung des neuen Schahs von Persien auf dem sogenannten „Nader-Thron“ persisch تخت نادر, DMG Taḫt-e Nāder, ‚Tacht-e Nader‘ durchgeführt. Soraya Esfandiary Bachtiyārī wurde von der Regenbogenpresse regelmäßig als die „Deutsche auf dem Pfauenthron“ bezeichnet, weil ihre Mutter die Deutsche Eva Carl war (Ehefrau des damaligen iranischen Botschafters in Deutschland, Khalil Esfandiary Bakhtiary). Dies ist jedoch unzutreffend, da wie erwähnt die Krönung nicht auf dem (verschollenen) Pfauenthron stattfand und die Pahlavi-Schahs einen schlichten, achämenidischen Vorbildern nachempfundenen Thron nutzten.